# Oxycera tenuis
Oxycera tenuis är en tvåvingeart som först beskrevs av Lindner 1965.  Oxycera tenuis ingår i släktet Oxycera och familjen vapenflugor.
Artens utbredningsområde är Kongo. Inga underarter finns listade i Catalogue of Life.